# 島津忠行
島津 忠行（しまづ ただゆき）は、鎌倉時代中期の武将。鎌倉幕府御家人。島津忠綱の長男。

## 生涯
6代将軍・宗尊親王に仕える。『吾妻鏡』に「正嘉元年（1257年）十月一日大慈寺供養曼荼羅供己刻将軍家宗尊御出御馬十疋をひきい四は鹿毛忠行之を引いた。時に周防三郎左衛門尉忠行、同四郎左衛門尉忠泰共に之を引いた。」と記されている。
弘安2年（1279年）、播磨国下揖保荘（現在の兵庫県たつの市）地頭職を母・越後局より相続し同地に下向。子孫は在地の有力国衆となり、15代忠長までの事跡は『越前島津家文書』に記録されている。
幕府の御家人であった忠行の下揖保庄への下向は、一説では元寇及び『筑紫大道』建設と関連していると考えられている。一度目の文永の役（1274年）後、元の侵攻に備え、軍用道路である『筑紫大道』が建設されたと考えられている。『筑紫大道』の存在は近年の発掘調査及び法隆寺の古文書『法隆寺領斑鳩荘絵図』により確認されている。『法隆寺領斑鳩荘絵図』には『筑紫大道』が斑鳩荘を東西に横切っていたことが示されている。斑鳩荘（聖徳太子が朝廷から譲り受けたものを法隆寺に寄進した播磨国の荘園）斑鳩寺は、忠行が築城した立岡山城（石蜘城）の北500mに位置し、さらに1km北に『筑紫大道』が走っていた。
忠行は弘安6年（1283年）までに没し、その後、子の左衛門三郎行景・左衛門六郎忠幹が下揖保荘の相続をめぐって争論したことが「沙弥行照播磨国下揖保荘地頭方紛失状」（『越前島津家文書』所収）によって知られる。また、『越前島津氏正統家譜』には忠行の官名について「三郎左衛門尉・周防守」とあるが、正応4年（1291年）12月7日付将軍家政所下文に「亡父左衛門忠行」云々とあり、また行景と忠幹がいずれも「左衛門」を冠していることから、実際は周防守に任官されず左衛門尉のまま終わったのではないかと推察できる。

## 系図上の扱いについて
『越前島津氏文書』の越前島津氏系図では、忠行は忠綱の嫡子として越前島津氏の2代目とされている。一方、同『越前島津氏文書』の島津氏系図では、忠綱には忠景が繋がっている。『吾妻鏡』によると忠綱には三郎（忠行）、四郎（忠泰）、五郎（忠景）、六郎（忠頼）、七郎（定賢）がいたことが示されているが、歌人・御家人として三男・忠景の評価の高さがうかがえる。『系図纂要』、「島津系図」（『群書類従』所収）、『信濃国太田荘相伝系図』などにも忠景の系統が示されている。